# La Gazzetta dello Sport
La Gazzetta dello Sport (en español, La Gaceta del Deporte) es un periódico italiano dedicado al mundo del deporte, el más antiguo en Europa en ese ámbito, publicado por primera vez el 3 de abril de 1896. Nació como resultado de la fusión de las publicaciones Ciclista, de Eliseo Rivera, y La Tripletta, de Eugenio Camillo. El periódico, impreso en un característico papel de color rosa, es el más vendido en Italia, con una tirada de 400.000 ejemplares diarios y una difusión de más de tres millones de lectores. Desde 1995, los sábados incluye una revista deportiva llamada, desde 2000, Sportweek.
A pesar de cubrir todo tipo de deportes, se centra mayoritariamente en el fútbol, y especialmente, se edita en la ciudad de Milán.
Desde 1909 forma parte activa de la organización del Giro de Italia, una de las tres carreras de ciclismo de ruta por etapas más importantes del mundo, al que además le presta su característico color rosa para la malla del líder de la clasificación general.
El periódico tuvo numerosos dueños a lo largo de la historia. Desde 1976 es parte del RCS MediaGroup.
Su actual director es Andrea Monti.